# کشتی سوخت‌رسان کلاس نوترو
اویلر کلاس نوترو (به انگلیسی: Notoro-class oiler) یک کلاس از کشتی است که طول آن ۱۳۸٫۶۸ متر (۴۵۵ فوت ۰ اینچ) می‌باشد.